# مرتاض
مرتاض که به زبان سانسکریت به آن سادو می‌گویند به معنی «انسان مقدس» است، با اینکه بیشتر مرتاض‌ها یوگی هستند، اما همهٔ یوگیان، مرتاض نیستند. عرفا سخت بر ریاضت خود تلاش میکنند و تا به درجات بالا برسند به چرخه‌شکنی (آزادسازی) مرحلهٔ آخر یا چهارم زندگی دست یابند. آن‌ها این کار را از راه مراقبات و عبادت‌های باری انجام می‌دهند. عرفا معمولاً لباس‌هایی به رنگ زعفران می‌پوشند این رنگ لباس نمادی است از چشم پوشی آن‌ها از دنیا. زنان نیز می‌توانند عارف شوند که در این صورت به آن‌ها سادوی گفته می‌شود.

## واژه‌شناسی
عبارت سانسکریت سادو (به معنی مرد خوب) و سادوی (به معنی زن خوب) به افرادی گفته می‌شود که گونه‌ای از زندگی را انتخاب کرده‌اند که در طی آن از اجتماع فاصله می‌گیرند و بر روی تلاش‌های معنوی خود تمرکز می‌کنند.
واژهٔ ساد (sādh) به معنی ریشه است و در کل به معنی رسیدن به اهداف شخصی یا رسیدن به چیرگی است.

## آیین مرتاضی
در جهان ۴ تا ۵ میلیون مرتاض وجود دارد این افراد برای هم کیشانشان به شدت مقدس دانسته می‌شوند و چنین فرض می‌شود که تلخی و سختی که آن‌ها تحمل می‌کنند کمک می‌کند تا کارمای آن‌ها سوخته شود. از این رو آن‌ها بر این باورند که آن‌ها به اجتماع سود می‌رسانند و مورد حمایت (مالی) برخی مردم اند.

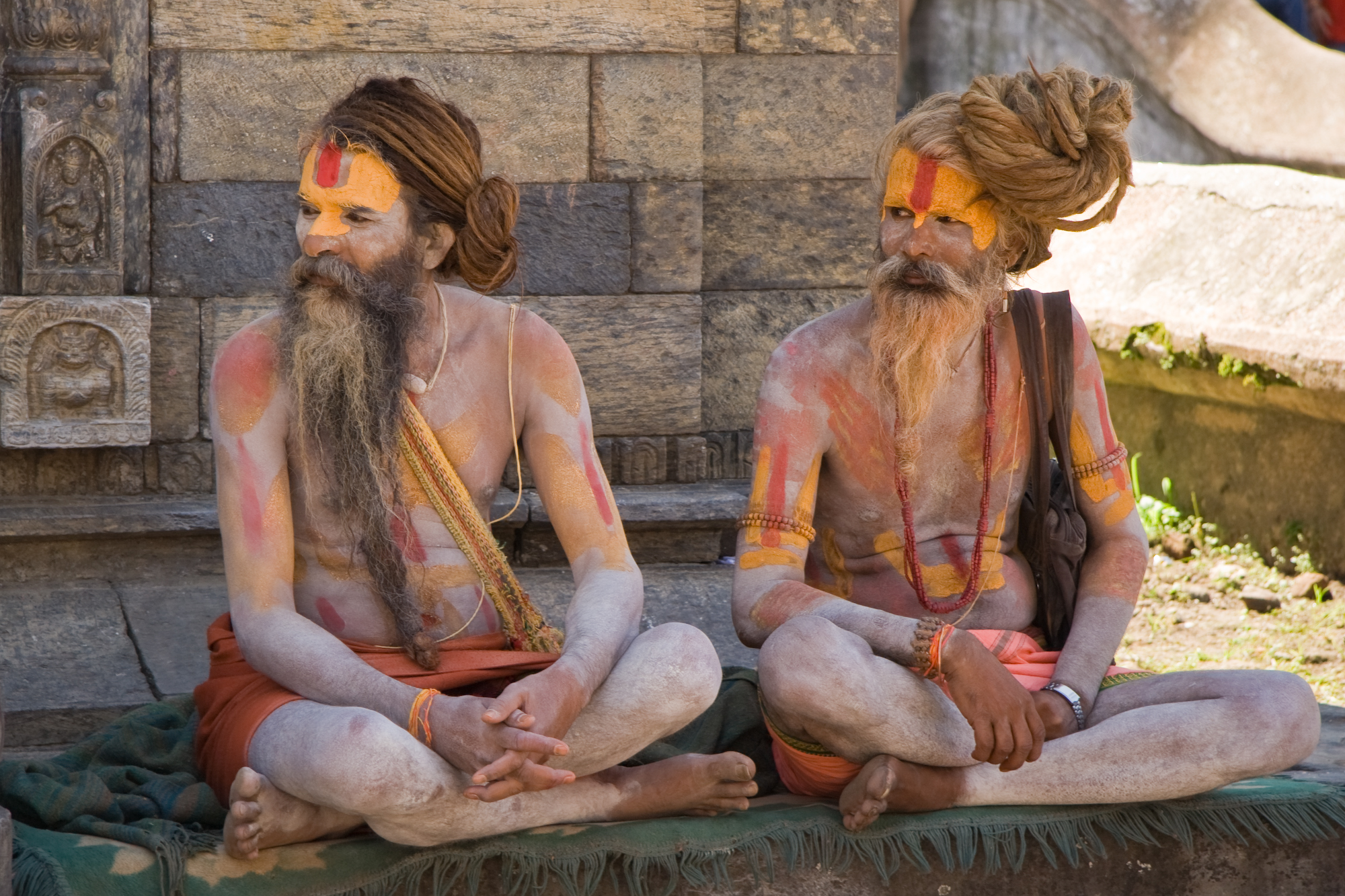
دو مرتاض با موهای به هم بافتهٔ ضخیم شده، به این نوع مو جاتا گفته می‌شود.

مرتاض‌هایی وجود دارند که برهنه‌اند که به آن‌ها دیگامبارا یا آسمان جُل گفته می‌شود به معنی کسی که سرپناهش آسمان است. این مرتاض‌ها موهایی ضخیم بر سر دارند (مو به صورت بافت‌هایی به هم پیچیده می‌شود و بالا قرار می‌گیرد). مرتاض‌های آگوری ادعا می‌کنند که همنشین اشباح اند و برای حرکت در مسیر مقدسشان در گورستان‌ها زندگی می‌کنند. فرهنگ هندی معتقد است که بینهایت راه برای رسیدن به خدا وجود دارد به همین دلیل است که این گونه زندگی مرتاض‌ها همچنان وجود دارد.
برخی مرتاض‌ها به شدت بر ریاضت و سختی به خود تمرکز دارند در حالی که برخی دیگر تنها به عبادت، سرودخوانی و مراقبه می‌پردازند. در دنیای مرتاض‌ها دو فرقهٔ اصلی وجود دارد: شیواپرستی که ریاضت‌های خود را به شیوا هدیه می‌کنند و مرتاض‌های ویشنوپرستی که عبادت‌های خود را به ویشنو و/یا تجسم‌های زمینی او مانند راما و کریشنا هدیه می‌کنند. شمار کمی از مرتاض‌ها هم شاکتی‌پرست اند که خود را وقف شاکتی می‌کنند. البته شمار فرقه‌ها و زیرفرقه‌ها بسیار زیاد است که نشان از فلسفه‌های گوناگون آن‌ها از زندگی دارد.
بیشتر زنان مرتاض، زنان بیوه اند در برخی فرقه‌ها این زنان به عنوان ایزدبانو شناخته می‌شوند و بسیار مورد احترامند.
افراد برای مرتاض شدن نخست یک گورو انتخاب می‌کنند، گورو کسی است که تشخیص می‌دهد فرد توان مرتاض شدن یا طی کردن مرحلهٔ چهارم در آیین هندو را دارد یا خیر. مرتاض‌ها سحرگاهان حمام آب سرد می‌گیرند (در کوه‌های سرد حمام می‌کنند) تا از زرق و برق دنیا فاصله گرفته باشند سپس پیرامون یک آتش مقدس جمع می‌شوند و همهٔ روز به عبادت می‌پردازند.
برخی مرتاض‌ها خدمات اجتماعی انجام می‌دهند مثلاً یک ازدواج را مقدس می‌کنند. در هندوستان مرتاض‌ها اجازه دارند رایگان از قطار استفاده کنند. کوم میلا یک تجمع مرتاض‌ها است که هر سه سال یک بار در هندوستان کنار رودخانه‌های مقدس و رود مقدس گنگ برگزار می‌شود. در این گردهمایی بسیاری از مرتاض‌ها کاملاً برهنه‌اند و تنها با خاکستر بدنشان پوشانده شده‌است. آن‌ها ابتدای سحرگاه درون آب سرد رودخانه می‌روند.
در هند امروزی، مرتاض‌ها در مکان‌های گوناگونی زندگی می‌کنند برخی در آشرام و معابد مرکز شهر برخی در اطراف روستاها و برخی در کوه‌های دوردست زندگی می‌کنند. بیشتر مرتاض‌ها نوعی ریاضت مذهبی را تحمل می‌کنند مثلاً سال‌ها بر روی یک پا می‌ایستند یا سالیان دراز روزهٔ سکوت می‌گیرند. بیشتر مرتاض‌ها به نوعی هاتا یوگا مشغولند.